# Herman Haupt (Historiker)

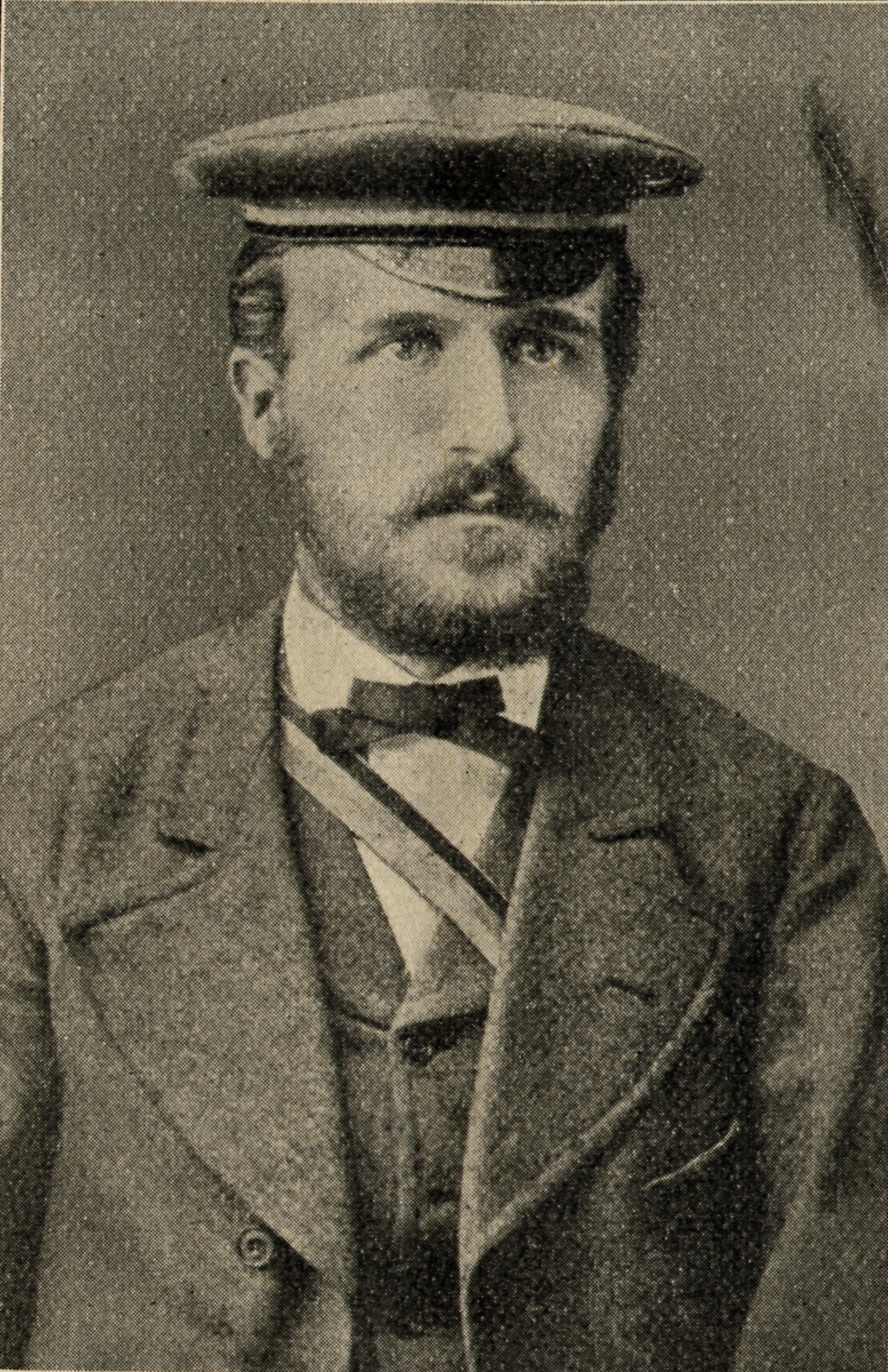
Haupt als Würzburger Armine (um 1875)

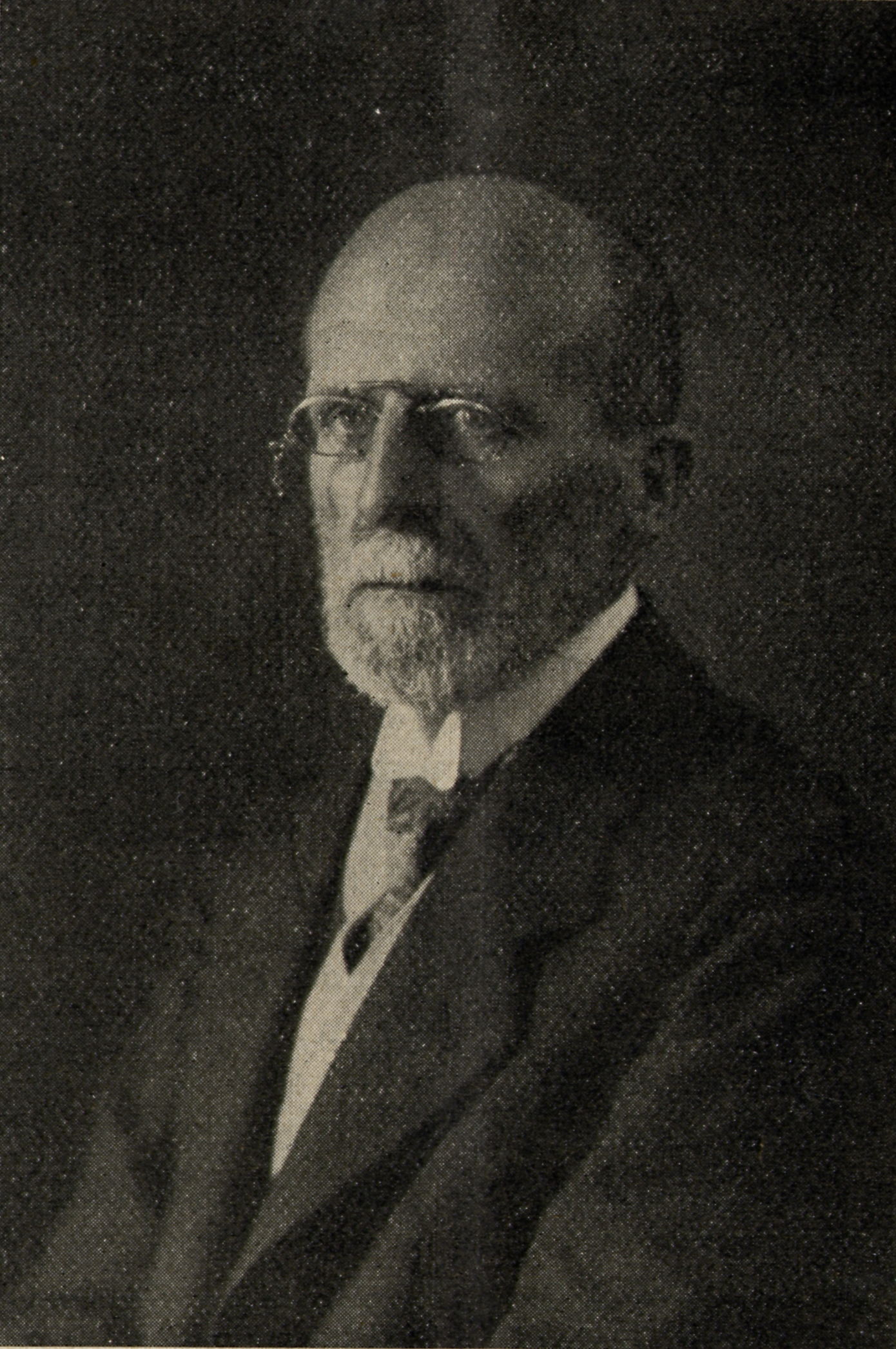
Herman Haupt (1914)

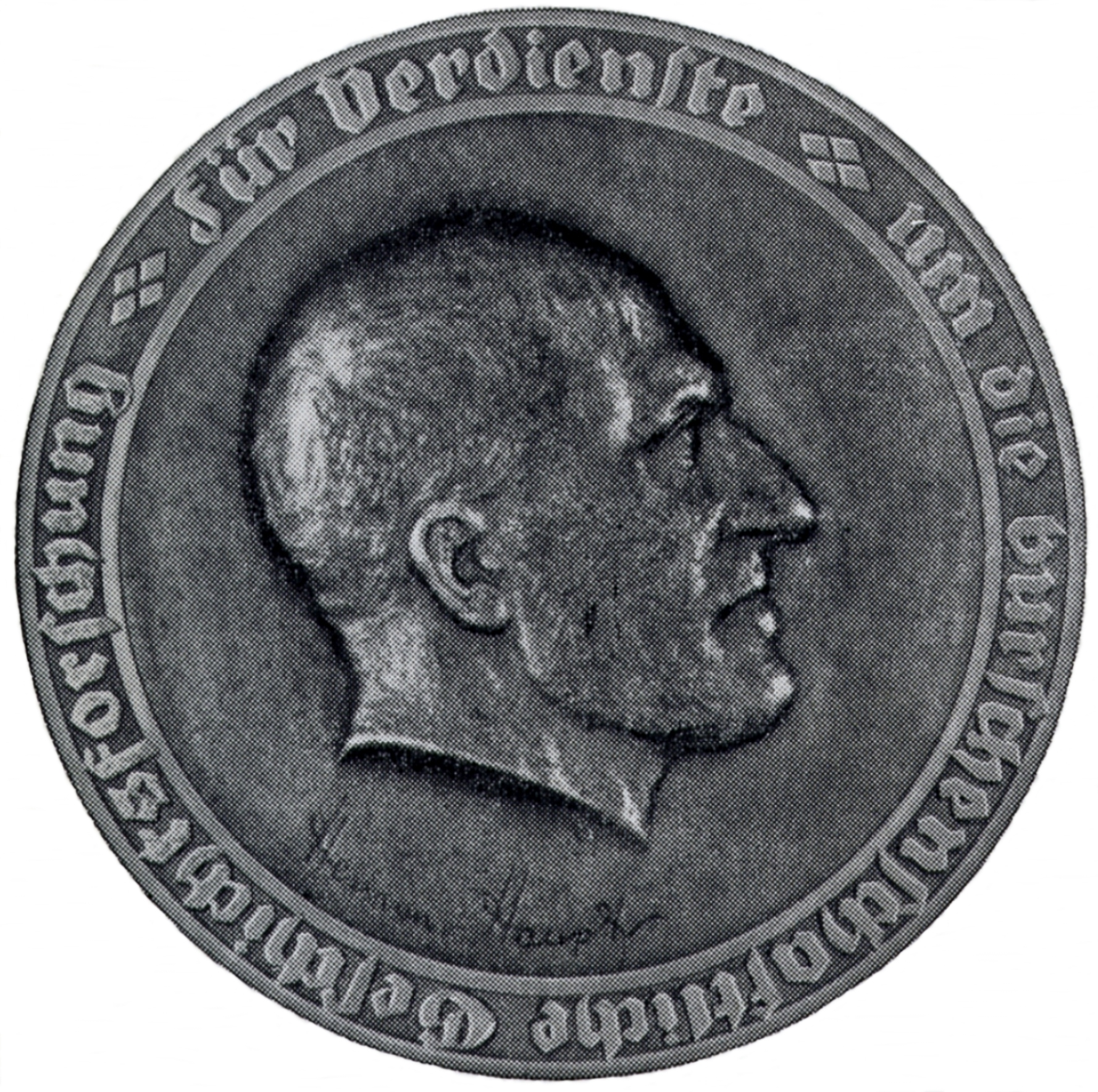
Herman-Haupt-Plakette (1929)

Herman Haupt (* 29. Juni 1854 in Markt Bibart, Mittelfranken; † 29. September 1935 in Betzdorf an der Sieg) war ein deutscher Landes- und Kirchenhistoriker und Bibliothekar. Er war der Nestor der burschenschaftlichen Geschichtsforschung.

## Leben
Haupt war das sechste Kind des Rechtsanwalts Christian August Haupt (1815–1862), der als Mitglied der Würzburger Burschenschaft Germania 1833 am Frankfurter Wachensturm teilgenommen hatte, und dessen Ehefrau Gertrud geb. Reuss. Aus der Familie Haupt gingen zwischen 1832 und 1961 15 Burschenschafter hervor.
Haupt besuchte das Alte Gymnasium in Würzburg und das Gymnasium Gustavianum in Schweinfurt. Nach dem Abitur besuchte er im Wintersemester 1871/72 die Julius-Maximilians-Universität Würzburg und hörte Klassische Philologie und Geschichte. Wie zahlreiche weitere Mitglieder seiner Familie schloss er sich dort der Burschenschaft Arminia an und wurde am 18. Oktober 1871 aktives Mitglied. Die Burschenschaften Frankonia Gießen (1908), Germania Gießen (1920) und Saxonia Hann. Münden (1923) verliehen ihm später die Ehrenmitgliedschaft.
Haupt promovierte 1875 in Würzburg zum Dr. phil. Anschließend war er von November 1874 bis Anfang 1876 Lehrer an seiner früheren Würzburger Schule. Ab Mai 1876 arbeitete er an der Universitätsbibliothek Würzburg, erst als Volontär, ab Mai 1878 als Assistent und ab Mai 1884 als Sekretär.

### Gießen
Ende 1885 wurde er zum Leiter der Universitätsbibliothek Gießen berufen. 1897 wurde Haupt zum Professor ernannt. An der Planung und Errichtung des neuen Bibliotheksgebäudes der Hessischen Ludwigs-Universität war Haupt maßgeblich beteiligt.  Als es 1904 eingeweiht wurde, verlieh ihm Großherzog Ernst Ludwig den Titel Geheimer Hofrat.
Auf Haupt und den Buchbindermeister I. P. Sann geht die Erfindung der sogenannten „Gießener Kapseln“ für den Bibliothekskatalog zurück, die ein Blättern in den Zettelkatalogen ermöglichen, ohne dass einzelne Zettel herausgenommen werden müssen. Zu seiner Pensionierung am 1. September 1921 verlieh ihm die Universität Gießen die erstmals vergebene Würde eines Ehrensenators.

### Studentengeschichte
Seit seiner Studienzeit sammelte Haupt Studentika. Ab 1885 baute er in der Universitätsbibliothek Gießen das Burschenschaftliche Archiv auf, eine weltweit einmalige Sammlung zur Geschichte der Burschenschaften. Das Archiv wurde 1927 ins Stadtarchiv Frankfurt am Main verbracht, befand sich zwischen 1935/36 und 1954 in Würzburg und wird seitdem im Bundesarchiv in Koblenz verwahrt.
Mit Heinrich von Srbik, Ludwig Aschoff und Friedrich Meinecke institutionalisierte Haupt die burschenschaftliche Geschichtsforschung, was Heinrich von Treitschke, Friedrich Paulsen, Theobald Ziegler und Theodor Mommsen bereits in den 1890er Jahren gefordert hatten. In Frankfurt am Main gründeten Haupt, Georg Heer, Paul Wentzcke, Friedrich Meinecke und andere am 13. April 1909 die Burschenschaftliche Historische Kommission (seit 1930 Gesellschaft für burschenschaftliche Geschichtsforschung). Getragen wurde sie von den Universitätsburschenschaften (Deutsche Burschenschaft), den TH-Burschenschaften im Rüdesheimer Verband deutscher Burschenschaften und den (österreichischen) Burschenschaften der Ostmark. Bis 1930 war Haupt Vorsitzender, danach bis zu seinem Tode Ehrenvorsitzender der Kommission.
Anlässlich seines 70. Geburtstages wurde 1924 die Herman-Haupt-Stiftung zur Förderung der burschenschaftlichen Geschichtsforschung errichtet. Die höchste Auszeichnung der Gesellschaft für burschenschaftliche Geschichtsforschung, die 1929 aus Anlass seines 75. Geburtstages gestiftete Herman-Haupt-Medaille, ist nach ihm benannt.
In vielerlei Hinsicht war er das Pendant zu seinem befreundeten Zeitgenossen Wilhelm Fabricius (Historiker).

## Historische Tätigkeit
Haupts geschichtswissenschaftliche und publizistische Tätigkeit umfasst zwischen 1876 und 1934 weit über 300 Titel, darunter geistes- und ideengeschichtliche Werke ebenso wie solche zur Kirchen-, Agrar- und Sozialgeschichte. Er gilt als einer der Begründer der Sekten- und Ketzerforschung in Deutschland.
Zwischen 1892 und 1932 veröffentlichte Haupt regelmäßig in den 1887 gegründeten Burschenschaftlichen Blättern. Daneben verfasste er 29 Lebensläufe für die Allgemeine Deutsche Biographie und 40 für die Hessischen Biographien, letztere herausgegeben im Auftrag der Historischen Kommission für Hessen und Waldeck, die er mitgründete und deren Vorstand er seit 1897 in verschiedenen Funktionen angehörte.
1907 gab Haupt zur 300-Jahr-Feier der Universität Gießen die amtliche Chronik und Festzeitung heraus. Richtungsweisend war die im gleichen Jahr von ihm verfasste Festausgabe des Oberhessischen Geschichtsvereins anlässlich des Universitätsjubiläums über Karl Follen und die Gießener Schwarzen. Bereits 1898 hatte er für die Würzburger Burschenschaft Arminia und 1901 für die Gießener Burschenschaft Germania jeweils eine auf Quellenstudien beruhende Geschichte herausgegeben. Der auf Quellen zurückgreifende Ansatz in der Studentengeschichte wurde von Haupt erstmals in dieser Konsequenz betrieben. Er wurde dadurch und insbesondere durch die Herausgabe der ersten 13 Bände der Quellen und Darstellungen zur Geschichte der Burschenschaft und der deutschen Einheitsbewegung (1910–1932) zum Begründer der wissenschaftlichen Forschung über die Burschenschaft. Außerdem gab Haupt von 1922 bis 1929 fünf Auflagen des Handbuchs für den Deutschen Burschenschafter heraus, in denen er umfangreiche Kapitel zur Geschichte der Burschenschaft verfasste.

„Haupt ist es zu verdanken, daß die studentenhistorische und burschenschaftliche Geschichtsforschung frühzeitig in wissenschaftliche Bahnen gelenkt wurde; so gelang es, zugunsten eines umfassenderen Forschungsgegenstandes, die eingeschränkte Betrachtungsweise und den jeweiligen isolierten Blickwinkel der einzelnen Verbindungen zu verlassen.“

## Werke
- mit Karl Esselborn und Georg Lehnert: Hessische Biographien, 3 Bde., Hessischer Staatsverlag 1918–1934.
- mit Paul Wentzcke: Hundert Jahre deutscher Burschenschaft – burschenschaftliche Lebensläufe. Heidelberg 1921.
- Die religiösen Sekten in Franken vor der Reformation, Würzburg 1882.
- Veröffentlichungen des Archivs für die Deutsche Burschenschaft, Heft 1–4, Berlin 1894–1896.
- Die alte Würzburger Burschenschaft 1817–1833. Ein Beitrag zur Universitätsgeschichte in der Reaktionszeit, Würzburg 1898.
- mit Hans Schneider: Festschrift zum fünfzigjähr. Stiftungs-Feste der Gießener Burschenschaft Germania 1851 bis 1901, Mainz 1901.
- Karl Follen und die Gießener Schwarzen. Beiträge zur Geschichte der politischen Geheimbünde und der Verfassungsentwicklung der alten Burschenschaft in den Jahren 1815–1819 (Mitteilungen des Oberhessischen Geschichtsvereins, 15), Gießen 1907.
- Quellen und Darstellungen zur Geschichte der Burschenschaft und der deutschen Einheitsbewegung, Bd. 1–13 (Bd. 7 und Bd. 13 mit Paul Wentzcke), Heidelberg 1910–1932.
- Hessische Biographien, 3 Bde. (Arbeiten der Historischen Kommission für das Großherzogtum [den Volksstaat] Hessen), Darmstadt 1918–1934.
- Handbuch für den Deutschen Burschenschafter, 1. Aufl. Frankfurt a. Main 1922, 2. Aufl. 1924, 3. Aufl. 1925, 4. Aufl. 1927, 5. Aufl. 1929.

## Nachlass
- Bundesarchiv, Koblenz, Bestd. DB 9, Archiv und Bücherei der Deutschen Burschenschaft, (1726) 1815–1978, Nachlässe: Herman Haupt

## Sekundärliteratur
- Haupt, Herman, in: Friedhelm Golücke: Verfasserlexikon zur Studenten- und Hochschulgeschichte. SH-Verlag, Köln 2004, ISBN 3-89498-130-X. S. 133–138.
- Harald Lönnecker: „Das Thema war und blieb ohne Parallel-Erscheinung in der deutschen Geschichtsforschung“ – Die Burschenschaftliche Historische Kommission (BHK) und die Gesellschaft für burschenschaftliche Geschichtsforschung e. V. (GfbG) (1898/1909–2009). Eine Personen-, Institutions- und Wissenschaftsgeschichte (Darstellungen und Quellen zur Geschichte der deutschen Einheitsbewegung im neunzehnten und zwanzigsten Jahrhundert, 18), Heidelberg 2009, S. 9, 11–20, 30–33, 43–46, 48–50, 64–66, 68–70, 91–94, 105–107, 112–116, 121–125, 127–129, 132–134, 151–169, 183–189, 191–193, 196–198, 222–227, 229–236, 249–252, 343–345, 350–352, 373, 380–391.
- Axel W.-O. Schmidt: Herman Haupt (1854–1935), in: GDS-Archiv für Hochschul- und Studentengeschichte 2 (1994), S. 93–101.
- Hermann Knaus: Herman Haupt, in: Hans Georg Gundel, Peter Moraw, Volker Press(Hrsg.): Gießener Gelehrte in der ersten Hälfte des 20. Jahrhunderts, Bd. 1 (Veröffentlichungen der Historischen Kommission für Hessen, 35/1), Marburg a. d. Lahn 1982, S. 372–377.
- Karl Walbrach: Begründer der burschenschaftlichen Geschichtsforschung. Herman Haupt (1854–1935) – Georg Heer (1860–1945), in: Kurt Stephenson, Alexander Scharff (Hg.): Leben und Leistung II. Fortsetzung der Burschenschaftlichen Doppelbiographien (Darstellungen und Quellen zur Geschichte der deutschen Einheitsbewegung im neunzehnten und zwanzigsten Jahrhundert, 7), Heidelberg 1967, S. 173–195.